# タルボ・ソラーラ
タルボ・ソラーラは、PSA・プジョーシトロエン傘下でフランス・イギリスに拠点を置いた自動車メーカー・タルボが1980年4月に発表し、1985年まで生産した小型乗用車で、1979年に「クライスラー・フランス」(旧シムカ)と「クライスラー・UK」(旧ルーツ・グループ)が統合して発足したタルボブランド初の新型車であったが、実質は1975年以来作られていたタルボ・1510の4ドア3ボックス版であった。

## 概要
1510は5ドアハッチバックとして登場し、シムカ・1307/1308時代には1976年の ヨーロッパ・カー・オブ・ザ・イヤーを受賞した成功作であったが、このクラスになるとスタイルやトランクスペースの大きさなどの理由で伝統的な3ボックススタイルを好む層も多かった。また、弟分のオリゾンはサイズ・車格が1510に近く、1510を3ボックス化してイメージを明確に分けることは販売政策的にも好ましいことであった。
ソラーラはリアドアまでは1510と共通であったが、そこから後ろのボディパネルは新設計で、リアオーバーハングは76mm延長された。エンジンも共通だったが1294cc67馬力は英国向けのみに用意され、フランス生産車は1442cc84馬力と1592cc89馬力の二本立てであった。グレード構成も｢LS｣｢GL｣｢GLS｣｢SX｣と同じで、英国版のGLSとSXには既に流行遅れになりつつあったレザートップが、SXに当時まだ珍しかったが精度の低いトリップコンピューターが装備されていたことも同じであった。ギアボックスは4速マニュアルと3速オートマチック、そしてGLSとSXにはシトロエン・CXのものと同じ5速ギアボックスが装備された。
フランスにおけるソラーラの販売立ち上がりは好調であったが、それは多分に1510の販売を犠牲にしたものであり、フランスでの1510の生産は1982年夏に打ち切られたほどであった。英国ではフォード・コーティナなどが優勢なカンパニーカー市場への販売が期待されたが、フランスほどの販売は達成されなかった。
1982年夏には英国向け限定版｢ソラーラ・セプター｣・｢ソラーラ・ヴォーグ｣が登場、フランスでも前者は｢ソラーラ・プルマン｣として売られた。10月には「ソラーラ・シリーズ2」となり、ギアボックスがプジョー・305と共通化され5速が標準となり、ベーシックな「LE」(1294ccの1.4または1592ccの1.6)が追加された。GLSには限定車｢プルマン｣同様の2トーンカラーも選択可能になった。
1984年10月には英国生産車は限定版「ミンクス」(旧LS)「レイピア」(旧GL)（やはり1950年代の人気車「ヒルマン・ミンクス」と「サンビーム・レイピア」に由来）のみに車種が整理され、305のステアリングホイールとスイッチ類が用いられることになり、外観も小変更された。しかしその生産は半年あまりしか行われず、1985年夏には生産終了となったが、在庫車は1986年まで販売された。フランス版も同様の変更を受け、GLSが消滅したものの、他グレードは生産・販売が継続された。フランスでの生産も1985年夏に終了したが、スペイン工場製のGLとSXは1986年まで販売された。スペインではプジョー製1905ccディーゼルエンジン搭載車も国内向けに作られた。
ソラーラの累計生産台数は184,976台であった。

## 注記
1. ↑  いずれもGLをベースに特別装備を追加したモデルであるが、往年のルーツ・グループのハンバー・シンガーのモデル名を再登場させて、英国車であることをアピールした。